# Massimiliano Gatto
Massimiliano Gatto (* 28. Oktober 1995 in Trebisacce) ist ein italienischer ehemaliger Fußballspieler. Er spielte auf den Flügelpositionen, wurde aber auch im Sturm oder im Mittelfeld eingesetzt.

## Karriere

### Verein
Gatto wurde unter anderem in der Jugend von Chievo Verona ausgebildet. 2014 wurde er in den Profikader übernommen, allerdings ohne einen Einsatz an den FC Carpi verliehen. Anschließend wurde er an den siebenmaligen italienischen Meister Pro Vercelli ausgeliehen. Dort erzielte er gleich am ersten Spieltag der Serie B-Saison 2015/16 das 1:0 gegen die SS Virtus Lanciano; das Spiel gewann Pro Vercelli mit 2:1.
Nach elf Einsätzen für Pro Vercelli wurde er ein weiteres Mal verliehen, diesmal an den AC Pisa. 2017 kehrte er zu Chievo Verona zurück. Obwohl er unter Vertrag steht, befindet sich Gatto in der Hinrunde der Saison 2017/18 nicht im Kader Chievos. 

### Nationalmannschaft
Er bestritt insgesamt vier Einsätze für die italienische U-20 und traf bei einem 2:2-Unentschieden gegen Polen.